# LLaMA (jezički model)
Llama (akronim za engl. Large Language Model Meta AI, Veliki jezički model Meta AI, a ranije stilizovan kao LLaMA) je porodica autoregresivnih velikih jezičkih modela (LLM) koje je Meta AI objavila počevši od februara 2023. godine. Najnovija verzija je Llama 3.1, objavljena u julu 2024. godine.
Ponderi modela za prvu verziju Llame stavljeni su na raspolaganje istraživačkoj zajednici pod nekomercijalnom licencom, a pristup je bio odobren od slučaja do slučaja. Neovlašćene kopije modela su deljene preko BitTorenta. Kao odgovor, Meta AI je izdao DMCA zahteve za uklanjanje protiv spremišta koja dele vezu na GitHub-u. Naredne verzije Llame postale su dostupne izvan akademskih krugova i objavljene pod licencama koje su dozvoljavale određenu komercijalnu upotrebu. Llama modeli se treniraju za različite veličine seta parametara, u rasponu između 7B i 405B. Prvobitno, Llama model je bio dostupan samo kao osnovni model. Počevši od verszije Llama 2, Meta AI je počeo da izdaje fino podešene verzije instrukcija zajedno sa osnovnim modelima.
Uporedo sa izdavanjem verzije Llama 3, Meta je dodala funkcije virtuelnog pomoćnika na Fajsbuk i VotsAp u odabranim regionima, kao i samostalnu veb lokaciju. Oba servisa koriste Llama 3 model.

## Literatura
- Huang, Kalley; O'Regan, Sylvia Varnham (5. 9. 2023). „Inside Meta's AI Drama: Internal Feuds Over Compute Power”. The Information. Архивирано из оригинала 5. 9. 2023. г. Приступљено 6. 9. 2023.

## Spoljašnje veze
- Zvanični veb-sajt